# Mabel Gay
Mabel Gay Tamayo (Santiago de Cuba, 5 mei 1983) is een Cubaanse atlete, die is gespecialiseerd in het hink-stap-springen. Ze werd op deze discipline Ibero-Amerikaanse kampioene en meervoudig Cubaans kampioene. Ook nam ze eenmaal deel aan de Olympische Spelen, maar won bij die gelegenheid geen medailles.

## Biografie
Haar eerste succes boekte Gay in 1999 bij de Wereldkampioenschappen voor junioren B met het winnen van een gouden medaille op het onderdeel hink-stap-springen. Drie jaar later won ze eveneens goud bij het WK voor junioren A.
In 2002 behaalde ze ook haar eerste succes bij de senioren. Met een beste poging van 14,18 m won ze een gouden plak bij de Ibero-Amerikaanse kampioenschappen. In 2003 werd ze bij de wereldkampioenschappen atletiek in Parijs vijfde met 14,52. In 2004 moest ze met een afstand van 14,49 genoegen nemen met een negende plaats op het WK indoor.
Op de Olympische Spelen van 2008 in Peking produceerde Mabel Gay in haar laatste poging (na twee foutsprongen) 14,09, hetgeen niet toereikend was om door te dringen tot de finale. Een jaar later won ze een zilveren medaille op de wereldkampioenschappen atletiek 2009 in Berlijn. Met een beste poging van 14,61 eindigde ze achter haar landgenote Yargelis Savigne (goud; 14,95) en voor de Russische Anna Pjatych (brons; 14,58). Haar goede vorm hield ze vast en later dat jaar won ze de wereldatletiekfinale met 14,62.

## Titels
- Ibero-Amerikaans kampioene hink-stap-springen - 2002
- Centraal-Amerikaans en Caribisch kampioene hink-stap-springen - 2002
- Cubaans kampioene hink-stap-springen - 2002, 2004, 2006
- Wereldkampioene junioren B hink-stap-springen - 1999
- Wereldjeugdkampioene hink-stap-springen - 2002
- Pan-Amerikaans jeugdkampioene hink-stap-springen - 2001

## Persoonlijke records
Outdoor
| Onderdeel          | Prestatie | Datum            | Plaats         |
| ------------------ | --------- | ---------------- | -------------- |
| verspringen        | 6,28 m    | 17 mei 2009      | Rio de Janeiro |
| hink-stap-springen | 14,67 m   | 1 september 2011 | Daegu          |

Indoor
| Onderdeel          | Prestatie | Datum        | Plaats    |
| ------------------ | --------- | ------------ | --------- |
| hink-stap-springen | 14,57 m   | 5 maart 2004 | Boedapest |

## Palmares

### hink-stap-springen
- 1998:  Wereld Jeugdspelen - 13,41 m
- 1999:  WK junioren B - 13,82 m
- 2000: 4e WJK - 13,74 m
- 2001:  Pan-Amerikaanse jeugdkampioenschappen - 13,63 m
- 2002:  Centraal-Amerikaanse en Caribische kampioenschappen - 13,93 m
- 2002:  WJK - 14,09 m
- 2002:  Ibero-Amerikaanse kampioenschappen - 14,18 m
- 2003:  Pan-Amerikaanse Spelen - 14,42 m
- 2003: 5e WK - 14,52 m
- 2004: 9e WK indoor - 14,49 m
- 2005:  Centraal-Amerikaanse en Caribische kampioenschappen - 13,97 m
- 2006:  Centraal-Amerikaanse en Caribische Spelen - 14,20 m
- 2007:  Pan-Amerikaanse Spelen - 14,26 m
- 2009:  WK - 14,61 m
- 2009:  Wereldatletiekfinale - 14,62 m
- 2010: 5e WK indoor - 14,30 m
- 2011: 4e WK - 14,67 m

Diamond League-podiumplekken
- 2011:  Bislett Games – 14,31 m
- 2011:  Memorial Van Damme – 14,58 m
- 2014:  Golden Gala – 14,38 m